# Join-Up-Methode
Die Join-Up-Methode (englisch) wurde im Original entwickelt, um Pferden das Vertrauen zum Menschen zu geben und sie zu veranlassen, diesen als Leittier anzusehen. Heute weiß man, dass diese Methode auf der Basis der negativen Verstärkung beruht und nichts mit natürlichem Herdenverhalten von Pferden zu tun hat.
Junge vom Menschen gezogene Pferde sind in den meisten Fällen an Menschen gewöhnt und müssen daher nicht gezähmt werden, sondern werden weltweit normal eingeritten. Wildpferde, beispielsweise Dülmener Wildpferde, werden in Europa durch langsame Gewöhnung schrittweise gezähmt und dann wie junge Pferde eingeritten. Dieser Vorgang ist vergleichsweise langsam.
In den USA werden dagegen Mustangs, um Zeit zu sparen, mit Gewalt „gebrochen“ und eingeritten. Das von Monty Roberts eingeführte Join Up soll schneller zum Ziel führen als das „Brechen“. Beide Methoden gehören jedoch weiterhin zum Oberbegriff „Pferde (ein)brechen“.

## Willen brechen
In der englischen Sprache gibt es den Ausdruck Horse breaking. Dabei wird das Pferd über Tage oder gar Wochen hinweg psychisch und vor allem physisch gequält.
Es wird in eine enge Box getrieben, in der es nicht ausschlagen kann. Dort wird ihm ein Halfter angelegt. Ein schwerer Sack simuliert den künftigen Reiter und wird auf seinem Rücken befestigt. Am Kopf des Pferdes wird ein starkes Seil befestigt. Damit wird es an einen Pfosten in der Mitte eines Kraals gebunden. Das Pferd gerät bei dieser Behandlung in Panik und bockt nach der Entlassung aus der engen Box gegen den Sack und wehrt sich gegen den Strick und das Halfter. Wenn es sich nicht beruhigt, wird es geschlagen und es wird ihm ein Bein hochgebunden, so dass es nur auf drei Beinen stehen kann. Damit will man seinen Widerstand weiter schwächen. Verletzungen werden dabei in Kauf genommen. Ist das Tier nervlich und körperlich am Ende und hat aufgegeben, wird es gesattelt. Auf dem Sattel wird der schwere Sack befestigt. Wenn es sich dagegen erneut wehrt, wird es erneut geschlagen und ihm wird wieder ein Bein hochgebunden.
Bis zu diesem Punkt dauert es manchmal acht bis zehn Tage. Die Pferde haben bis dahin oft abgeschürfte Stellen oder sogar schwere Verletzungen, vor allem an den Beinen. Schließlich steigt ein Bereiter in den Sattel. Dieser zwingt dem Pferd seinen Willen auf und hat dafür mehrere Möglichkeiten. Wenn ein Pferd seinen Reiter abwirft, wird es gefesselt und am Boden liegend geschlagen, bis es sich nicht mehr wehrt. Dann steigt der Reiter erneut in den Sattel. Eine andere Möglichkeit, das Pferd unter Kontrolle zu halten, sind scharfe Gebisse, mit denen der Reiter dem Pferd Schmerzen zufügen kann. Bis ein Pferd gebrochen ist, kann ein Zeitraum von bis zu drei Wochen vergehen.

## Join-Up
Vor dem Join-Up muss das Pferd bereits, wie oben beschrieben, zur Ruhe gekommen sein. Auch die Beobachtung durch den Menschen und die menschliche Stimme sollten das Tier nicht mehr in Panik versetzen.
Das Wildpferd wird in einem Round-Pen, einem umzäunten Longierzirkel vom Ausbilder im Kreis getrieben. Die Theorie des Join-Ups ist folgende: Da das Pferd ein Herdentier ist, verspüre es nach einer gewissen Zeit immer den Wunsch sich jemandem anzuschließen, vorausgesetzt der Ausbilder gäbe dem Pferd mit seiner Körpersprache die richtigen Signale und verstehe die Signale des Pferdes. Wenn das Pferd seinen Wunsch nach Anschluss signalisierte, dann wendete sich der Ausbilder vom Pferd ab und zeige dem Pferd seine Seite. Auf diese Weise erlaube er dem Pferd sich ihm anzuschließen. Es käme zum sogenannten Join-Up, bei dem das Pferd aus eigenem Antrieb vertrauensvoll auf den Menschen zugehen würde. Nach dem Join-Up, entsprechenden Sachverstand und gekonntes Vorgehen vorausgesetzt, könne man dem Pferd einen Sattel auflegen und es anreiten.
Es wurde angenommen, der Mensch gewinne mit dieser Methode das Vertrauen des Pferdes und nutze dabei die natürlichen Instinkte, wie den Flucht- und den Herdentrieb. Monty Roberts hat diese Methode populär gemacht. Es haben jedoch auch zuvor schon viele Menschen in aller Welt diese Art der Zähmung angewandt.
Join-up ist wie auch Follow-up und Fix-up ein von Monty Roberts eingetragenes Warenzeichen für ein Programm zum Verhaltenstraining von Pferden.

## Vorgehen
Das Pferd, welches frei im Round-Pen läuft, hat in der Regel Angst vor dem Menschen und läuft um ihn herum. Dieser signalisiert dem Pferd durch Augenkontakt, hochgehaltene Hand und Werfen der Longe: „Wenn du nicht zu mir kommen willst, dann beweg dich!“ So wird es vor die Wahl ständiger Flucht vor dem Menschen oder dem Anschluss an ihn gestellt. Jede Hinwendung zum Menschen, in Form von Ohrenspiel oder Eindrehen des Kopfes wird durch sofortigen Drucknachlass verstärkt. Wendet das Pferd die Aufmerksamkeit wieder ab, reagiert der Mensch mit einem erneuten Anstieg des Druckes. Das Pferd lernt so sehr schnell, dass seine Aufgabe ist zum Menschen zu kommen. Es kann den aversiven Druck nur vermeiden, indem es sich dem Menschen zuwendet. Sobald das Pferd seine Aufmerksamkeit komplett dem Menschen zuwendet, dreht der Mensch dem Pferd die Seite zu, lässt die Schultern hängen und sieht auf die Hufe des Pferdes. Er nimmt jegliche Energie aus seinem Körper und signalisiert dem Pferd, dass es sich ihm anschließen soll.
Weitere Signale, welche von Monty Roberts fälschlicherweise als Signale für Unterordnung gehalten werden, ist ein Senken des Kopfes, Schlecken und Kauen. Diese sind sogenannte Beschwichtigungssignale („calming signals“). Während des Übergangs des Nervensystems von Sympathikus in Parasympathikus produziert das Pferd vermehrt Speichel und es entsteht das sogenannte „Kauen und Lecken“.
Anschließend folgt der Follow-Up, bei dem das Pferd dem Menschen nun auf Schritt und Tritt durch den Round-Pen folgt. Um es zu belohnen, bleibt der Mensch zwischendurch stehen und krault seine Stirn. Inwieweit diese Belohnung verstärkend wirkt ist fraglich, da das Pferd durch einen Join up auch in die erlernte Hilflosigkeit getrieben werden kann und den Menschen dann nicht als etwas Angenehmes empfindet.

## Kritik
Kritiker der Methode bemängeln, dass dem Pferd hier kein freiwilliger Anschluss an den Menschen ermöglicht wird, sondern dass dieser durch die ausschließliche Wahl zwischen permanenter Flucht oder Unterordnung verhindert wird.  Erkennt der Mensch nicht, dass das Pferd noch nicht bereit ist, dem Menschen zu folgen, kommt es in den Status der erlernten Hilflosigkeit. Eine Forschungsarbeit von Konstanze Krüger weist außerdem nach, dass die Join-Up-Methode ein reines Lernverhalten ist. Dieser Nachweis mindert nicht den Nutzen der (richtig angewandten) Methode, sondern erfordert eine Neubewertung hinsichtlich der Mechanismen (… sucht seine Nähe, Schutz der vermeintlichen Herde …).  Auch weist die Forschung nach, dass das erlernte Verhalten zuerst personengebunden und ortsgebunden ist. Es kann allerdings durch weiteres Training mit anderen Personen (siehe Fig. 4) und Training an verschiedenen Orten  (siehe Fig. 5) generalisiert werden. Auch einem Menschen mit kompletter Vermummung ((siehe Fig. 4) day 10 trial: first trainer, covered with sheet) folgten die Pferde nach der Phase der Generalisierung. Die oben angeführten Bewegungen des Trainers sind also nicht zwingend genauso durchzuführen, aber es sind, je nach Situation, gleichbleibende vom Pferd nachvollziehbare Signale immer noch unerlässlich. Auch benötigt der Trainer ein gutes Gespür für den Punkt, an dem das Pferd bei den ersten Trainingseinheiten nicht erkennt, was von ihm verlangt wird.
Es wurde außerdem eine Studie mit einem Spielzeugauto durchgeführt und gezeigt, dass ein Pferd sich auch „diesem“ anschließt. Dies widerlegt ebenfalls die Theorie des „Leittieres“, dem sich das Pferd „unterordnen“ würde. Die Theorie des Unterordnens und des Leittieres gilt heute weitestgehend als widerlegt. Die wirkliche Herdenstruktur wurde bis heute noch nicht aufgeschlüsselt.
Befürworter dieser Methode führen dagegen an, dass das Pferd nicht zur Unterordnung gezwungen wird, sondern dass das „Fortjagen“ unter gegebenen Umständen abgebrochen wird, etwa wenn das Tier noch nicht bereit ist, die Führung durch den Menschen zu akzeptieren.